# Venerdì (Baby K)
Venerdì è un singolo della rapper italiana Baby K, il quarto estratto dal secondo album in studio Kiss Kiss Bang Bang e pubblicato il 17 giugno 2016.

## Video musicale
Il videoclip, diretto da Gaetano Morbioli, è stato pubblicato in contemporanea con il lancio del singolo attraverso il canale YouTube della rapper.

## Tracce
1. Venerdì – 2:33